# Deilocerus decorus
Deilocerus decorus är en kräftdjursart som först beskrevs av M. J. Rathbun 1933.  Deilocerus decorus ingår i släktet Deilocerus och familjen Cyclodorippidae. Inga underarter finns listade i Catalogue of Life.